# Distrikt Lambayeque

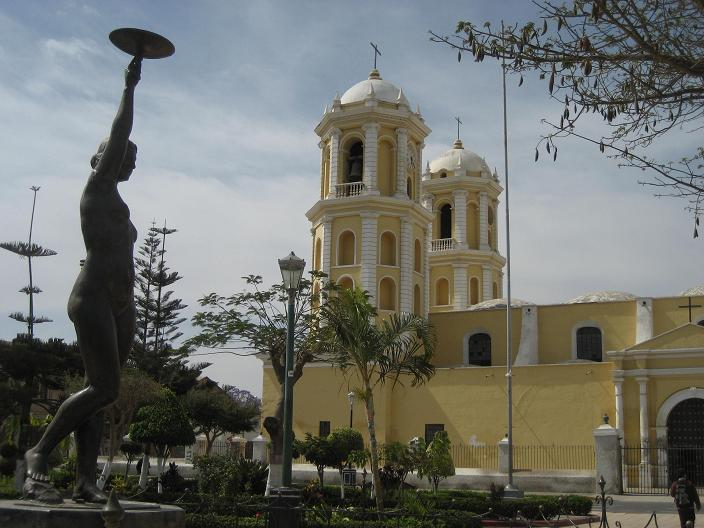
Kathedrale in Lambayeque

Der Distrikt Lambayeque liegt in der Provinz Lambayeque der Region Lambayeque in Nordwest-Peru. Der am 12. Februar 1821 gegründete Distrikt hat eine Fläche von 332,73 km². Beim Zensus 2017 lebten 71.425 Einwohner im Distrikt. Im Jahr 1993 lag die Einwohnerzahl bei 45.090, im Jahr 2007 bei 63.386. Die Distriktverwaltung befindet sich in die Provinzhauptstadt Lambayeque.

## Geographische Lage
Der Distrikt Lambayeque liegt im Süden der Provinz Lambayeque. Er besitzt einen etwa 20 km langen Küstenabschnitt an der Pazifikküste. In der Umgebung der Stadt Lambayeque wird bewässerte Landwirtschaft betrieben. Ansonsten herrscht Wüstenvegetation.
Der Distrikt Lambayeque grenzt im Nordwesten an den Distrikt Mórrope, im Norden an den Distrikt Mochumí, im Osten an den Distrikt Pueblo Nuevo (Provinz Ferreñafe), im Südosten an die Distrikte Picsi und José Leonardo Ortiz (beide in der Provinz Chiclayo) sowie an den Distrikt San José.